# チバジン what a beautiful life
『チバジン what a beautiful life』（チバジン ホワット ア ビューティフル ライフ）は、千葉テレビ放送（チバテレ）にて毎年年末年始に製作・放送されている特別番組。

## 概要
千葉テレビの開局50周年記念番組として、2021年12月29日に放送。第2回（2023年放送）以降は毎年1月1日に放送されている。
千葉県に縁がある人物「チバジン」が出身地などの思い出の地を訪問し、これまでの人生を振り返りながら、今後の未来について語る番組となっている。
ナビゲーターは千葉市花見川区出身でお笑いコンビ・南海キャンディーズの山里亮太が担当している。
第4回（2025年放送）からはTVerでの見逃し配信も行われている。

## 放送リスト
| 回 | 放送日時                     | ゲスト                                | 出典        |
| -- | ---------------------------- | ------------------------------------- | ----------- |
| 1  | 2021年12月29日 21:00 - 21:55 | 小島瑠璃子 （タレント・市原市出身）   | [ 1 ] [ 3 ] |
| 2  | 2023年1月1日 14:00 - 14:55   | 高山一実 （元乃木坂46・南房総市出身） | [ 2 ] [ 5 ] |
| 3  | 2024年1月1日 14:00 - 14:55   | 濱田龍臣 （俳優・市川市出身）         | [ 6 ] [ 7 ] |
| 4  | 2025年1月1日 16:00 - 16:55   | 角田夏実 （柔道選手・八千代市出身）   | [ 8 ] [ 9 ] |